# Lagerpeton
Lagerpeton – rodzaj dinozauromorfa żyjącego w późnym triasie (wczesny karnik) na terenach współczesnej Ameryki Południowej. Został opisany w 1971 roku przez amerykańskiego paleontologa Alfreda Romera w oparciu o niemal kompletną, połączoną stawowo kończynę tylną (UPLR 06, początkowo MLP-64-XI-14-10) odkrytą w formacji Chañares w Argentynie. Rok później Romer przypisał do rodzaju Lagerpeton dwie kości udowe, strzałkowe, łokciowe, kość piszczelową i liczne kręgi, jednak było to kwestionowane przez późniejszych autorów – Sereno i Arcucci stwierdzili, że zasadne jest przypisanie jedynie dwóch kości udowych, charakteryzujących się hakowatą głową, wydłużonym czwartym krętarzem i powiększonym kłykciem strzałkowym, które są cechami typowymi dla lagerpetona. Lagerpeton miał długie i smukłe kończyny tylne – palce I i V były zredukowane, II znacznie krótszy od III, a III nieco krótszy od IV. Na podstawie długości kości udowej długość lagerpetona szacuje się na około 70 cm. Archozaur ten był dwunożnym zwierzęciem, prawdopodobnie poruszającym się za pomocą skoków.

## Klasyfikacja
Romer początkowo zaliczył lagerpetona do grupy Pseudosuchia – stwierdził, że jego dokładna pozycja systematyczna jest trudna do ustalenia, wykluczył jednak bliskie pokrewieństwo z krokodylami i zasugerował, że należy do linii ewolucyjnej prowadzącej do dinozaurów. W 1986 roku Arcucci zaliczyła go do monotypowej rodziny Lagerpetonidae należącej do Pseudosuchia. Analizy filogenetyczne potwierdziły teorię Romera o stosunkowo bliskim pokrewieństwie lagerpetona z dinozaurami – jest on bazalnym dinozauromorfem nienależącym do kladu Dinosauriformes. W 2009 roku Sterling Nesbitt i współpracownicy przekształcili ukutą przez Arcucci nazwę „Lagerpetonidae” w Lagerpetidae – według przeprowadzonej przez nich analizy oprócz lagerpetona do tego kladu należy również Dromomeron. W 2016 roku jako trzeciego przedstawiciela Lagerpetidae opisano Ixalerpeton – jest on prawdopodobnie bliżej spokrewniony z dromomeronem niż z lagerpetonem.
Uproszczony kladogram według Nesbitta i współpracowników (2009)
|  | Lagerpeton |
|  |            |
|  | Dromomeron |
|  |            |

| unnamed | \| \| Silesaurus \| \| \| \| \| \| Eucoelophysis \| \| \| \| |
|         | \| \| Silesaurus \| \| \| \| \| \| Eucoelophysis \| \| \| \| |
|         | Dinosauria                                                   |
|         |                                                              |
|         | Silesaurus                                                   |
|         |                                                              |
|         | Eucoelophysis                                                |
|         |                                                              |

|  | Silesaurus    |
|  |               |
|  | Eucoelophysis |
|  |               |

| unnamed | \| \| Silesaurus \| \| \| \| \| \| Eucoelophysis \| \| \| \| |
|         | \| \| Silesaurus \| \| \| \| \| \| Eucoelophysis \| \| \| \| |
|         | Dinosauria                                                   |
|         |                                                              |
|         | Silesaurus                                                   |
|         |                                                              |
|         | Eucoelophysis                                                |
|         |                                                              |

|  | Silesaurus    |
|  |               |
|  | Eucoelophysis |
|  |               |

|  | Lagerpeton |
|  |            |
|  | Dromomeron |
|  |            |

| unnamed | \| \| Silesaurus \| \| \| \| \| \| Eucoelophysis \| \| \| \| |
|         | \| \| Silesaurus \| \| \| \| \| \| Eucoelophysis \| \| \| \| |
|         | Dinosauria                                                   |
|         |                                                              |
|         | Silesaurus                                                   |
|         |                                                              |
|         | Eucoelophysis                                                |
|         |                                                              |

|  | Silesaurus    |
|  |               |
|  | Eucoelophysis |
|  |               |

| unnamed | \| \| Silesaurus \| \| \| \| \| \| Eucoelophysis \| \| \| \| |
|         | \| \| Silesaurus \| \| \| \| \| \| Eucoelophysis \| \| \| \| |
|         | Dinosauria                                                   |
|         |                                                              |
|         | Silesaurus                                                   |
|         |                                                              |
|         | Eucoelophysis                                                |
|         |                                                              |

|  | Silesaurus    |
|  |               |
|  | Eucoelophysis |
|  |               |